# Cisterna Basílica
La Cisterna Basílica (en turco: Yerebatan Sarayı, lit. 'Palacio Sumergido', o Yerebatan Sarnıcı, 'Cisterna Sumergida') es la más grande de las 60 antiguas cisternas construidas bajo la ciudad de Estambul (antiguamente Bizancio y Constantinopla) en Turquía durante la época bizantina. Se encuentra a cien metros al sudoeste de la iglesia de Santa Sofía, en la histórica península de Sarayburnu. Se construyó en pocos meses, en el año 532, durante el reinado del emperador bizantino Justiniano I.
La cisterna se construyó para evitar la vulnerabilidad que significaba para la ciudad que durante un asedio se destruyera el Acueducto de Valente.

## Historia
El nombre de esta estructura subterránea proviene de una gran plaza pública en el Capitolio de Constantinopla, la Stoa de la Basílica, bajo la cual se construyó originalmente (otras fuentes indican que proviene de una basílica edificada con anterioridad en el mismo emplazamiento). De acuerdo con los antiguos historiadores, el emperador Constantino I el Grande construyó una estructura que fue más tarde reconstruida y ampliada por el emperador Justiniano después de los disturbios de Niká de 532.
La cisterna proveía agua para el Gran Palacio de Constantinopla y otros edificios en el Capitolio, y continuó proveyendo agua al palacio de Topkapi tras la conquista otomana en 1453 y en los tiempos modernos. Los jardines del palacio se regaban con el agua de Yerebatan hasta que se construyó un sistema propio. Los otomanos preferían el agua corriente que el agua almacenada por lo que se dejó de utilizar hacia finales del siglo XIV. A mitad del siglo XVI el investigador neerlandés P. Gyllus (que estuvo en la ciudad entre los años 1544 y 1550) descubrió la existencia de la cisterna tras investigar los relatos de algunos vecinos que señalaban que en algunas casas había pozos en los sótanos de donde extraían agua y, a veces, peces. Gyllus descubrió las escaleras de acceso y realizó un estudio sobre el monumento que publicó en su libro de viajes. A mediados del siglo XIX se restauró después de ser usada como almacén de madera.
Entre los años 1985 y 1987 se limpió (se sacaron 50 000 toneladas de barro) y restauró preparándola para la visita turística dotándola de una serie de pasarelas casi al nivel del agua (que se mantiene bajo) para que los visitantes puedan pasearse por la totalidad del monumento y acceder a las columnas en cuya base están esculpidas las Medusas.

## Características

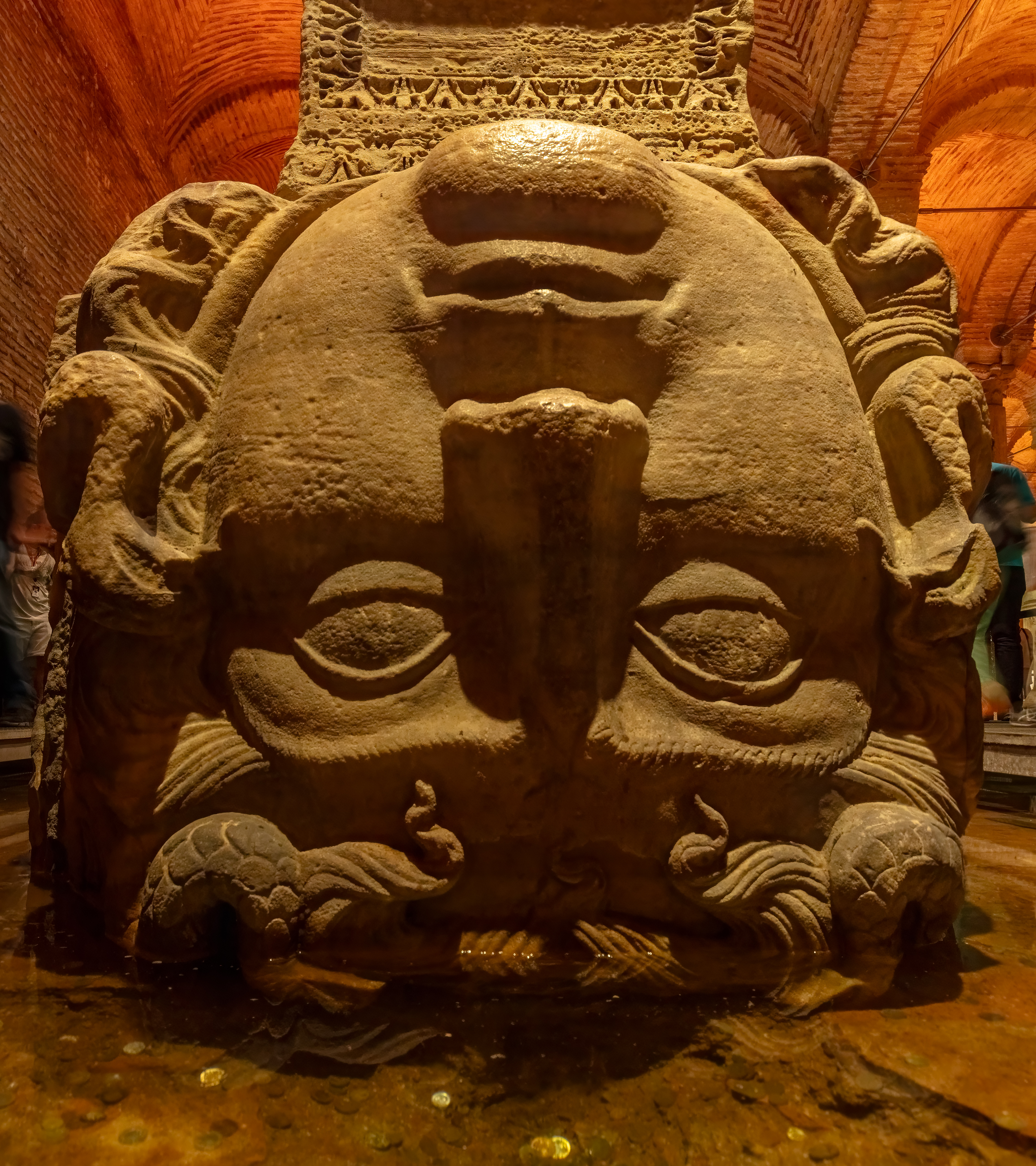
El pilar con la segunda cabeza de Medusa.

Esta cisterna del tamaño de una catedral es una cámara subterránea de aproximadamente 143 m por 65 m —alrededor de 9800 m² de superficie— capaz de albergar 80 000 m³ de agua (otras fuentes señalan aproximadamente 100 000 m³). El techo está soportado por un bosque de 336 columnas de mármol, de más o menos 9 m de altura, dispuestas en 12 filas de 28 columnas cada una separadas entre sí 4,8 m. Los capiteles de las columnas son principalmente de estilos jónico y corintio (de este estilo hay 98 capiteles), a excepción de unas pocas de estilo dórico sin grabados. Las columnas fueron traídas a Constantinopla desde templos paganos de Anatolia, junto con las que se usaron en la construcción de la iglesia de Santa Sofía. Se accede a la misma mediante una escalera de 52 peldaños.
La cisterna está rodeada de un muro de ladrillos refractarios de un grosor de 4,8 metros y cubierto de mortero impermeable llamado "de Horasan" lo mismo que el suelo. El agua de la cisterna proviene de los bosques de Belgrado que se encuentran a 19 kilómetros al norte de la ciudad, mediante el acueducto construido por el emperador Justiniano.
Bajo el Imperio otomano se realizaron dos restauraciones, una en 1723 bajo el mandato de Ahmed III y fue realizada por el arquitecto imperial Mehmet Aga de Cesárea y la otra en el siglo XIX bajo el sultán Abdul Hamid II. Durante los trabajos de urbanización que se llevaron a cabo entre los años 1955 y 1960 en esta zona de Estambul se cubrieron ocho columnas de la parte noroeste con una gruesa capa de cemento para reforzarlas.
En 1968 se repararon grietas en la mampostería y columnas dañadas, y hubo una restauración adicional en 1985 por el Museo Metropolitano de Estambul. La cisterna fue abierta al público el 9 de septiembre de 1987.

## Bases de columnas de Medusa
Situadas en la esquina noroeste de la cisterna, las bases de dos columnas reutilizan bloques tallados con el rostro de Medusa. El origen de las dos cabezas es desconocido, se cree que las cabezas fueron traídas a la cisterna tras ser retiradas de un edificio del último periodo romano.
La tradición dice que los bloques están orientados hacia los lados y boca abajo con el fin de anular los poderes de la mirada de la gorgona que deja petrificado a quien osa mirarla.

## En los medios

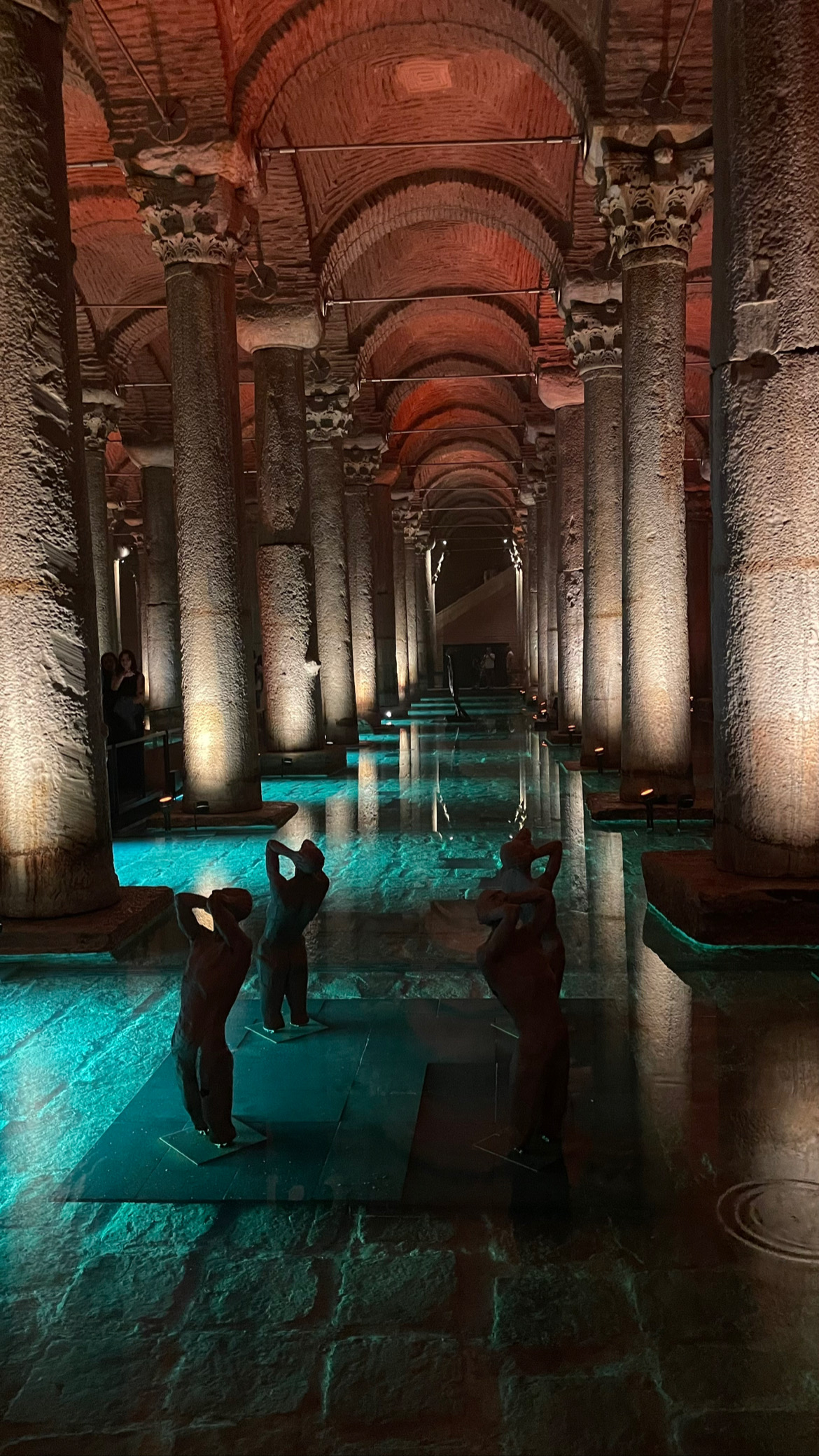
Las esculturas dentro de la cisterna

La cisterna se usó como localización para la película Desde Rusia con amor de James Bond de 1963. En la película, se comenta que fue construida por el emperador Constantino, sin hacer referencia a Justiniano.
Aparece localizada a una distancia considerable del consulado soviético (ahora ruso), que se encuentra en Beyoğlu, en la "nueva" zona europea de Estambul, en la otra parte del Cuerno de Oro.
El final de la película The International de 2009, tiene lugar en una mezcla fantástica de la Ciudad Vieja, mostrando la Cisterna Basílica bajo la Mezquita Azul –que en la película aparece justo al lado de la Mezquita de Süleymaniye.
El escritor estadounidense Dan Brown sitúa el dramático final de su novela Inferno en este lugar. Así mismo, la película Inferno, basada en la obra de Dan Brown y protagonizada por Tom Hanks, también tiene su desenlace en este mismo espacio.